# Uzi (isola)
L'isola di Uzi (Uzi Island in inglese) è un'isola dell'arcipelago di Zanzibar, situata a sud di Unguja (Zanzibar), in corrispondenza delle rovine di Unguja Ukuu.
Con una lunghezza di sei km, Uzi è la seconda isola più grande fra quelle che circondano Unguja (dopo Tumbatu a nord). Sull'isola vivono circa 6000 persone; il principale insediamento è un villaggio anch'esso chiamato Uzi.
Uzi appartiene all'area naturale protetta della baia di Menai (Menai Bay Conservation Area), ha scarso afflusso turistico e un ambiente naturale ancora largamente incontaminato; vi si trovano foreste di mangrovie e moltissime specie animali, fra cui il colobo rosso di Zanzibar.